# Sedlec (district de Prague-Est)
Pour les articles homonymes, voir Sedlec.
Sedlec (en allemand : Sedletz) est une commune du district de Prague-Est, dans la région de Bohême-Centrale, en République tchèque. Sa population s'élevait à 417 habitants en 2020.

## Géographie
Sedlec se trouve à 5,5 km au nord-est de Roztoky, à 6 km au sud-sud-est d'Odolena Voda et à 11,5 km au nord-nord-est de Prague.
La commune est limitée par Bašť au nord, par Bořanovice à l'est, par Zdiby au sud-est et au sud, et par Klecany à l'ouest et au nord-ouest.

## Histoire
La première mention écrite de la localité date de 1273.

## Transports
Par la route, Sedlec se trouve à 8,5 km d'Odolena Voda et à 16,5 km du centre de Prague.